# Juan Manuel Saladino
Juan Manuel Saladino (28 de setembro de 1987) é um jogador de hóquei sobre grama argentino, campeão olímpico

## Carreira
Juan Manuel Saladino integrou o elenco da Seleção Argentina de Hóquei Sobre Grama, nas Olimpíadas de 2016. Na Rio 2016 sagrou-se campeão olímpico.